# BMW M21
| M21                            | M21                                   |
| ------------------------------ | ------------------------------------- |
|                                |                                       |
| Виробник:                      | BMW Motoren GmbH Steyr                |
| Марка:                         | M21                                   |
| Тип:                           | L6                                    |
| Робочий об'єм:                 | 2,4 л (2,443 куб.см) см3              |
| Максимальна потужність:        | 84–114 к.с. к.с. (63–85 кВт кВт )     |
| Максимальний обертовий момент: | 152–220 Н⋅м (112–162 фунт⋅фут) Н·м    |
| Конфігурація:                  | L6                                    |
| Циліндрів:                     | 6                                     |
| Клапанів:                      | 24                                    |
| Хід поршня:                    | 81 мм (3.19 дюйма) мм                 |
| Діаметр циліндра:              | 80 мм (3.15 дюйма) мм                 |
| Ступінь стиску:                | 22.0:1                                |
| Система живлення:              | Камера впорскування Розподільник ПНВТ |
| Охолодження:                   | рідинне охолодження                   |
| Матеріал блоку циліндрів:      | Чавун                                 |
| Тактність (число тактів):      | 4                                     |
| Червона зона:                  | 4800 об/хв                            |
| Рекомендоване паливо:          | Дизельне паливо 45 CN (DIN 51601)     |

BMW M21 — рядний шестициліндровий дизельний двигун, розроблений баварським виробником двигунів BMW. Має вихрову камеру вприскування і базується на бензиновому двигуні M20 і вироблявся для BMW на заводі двигунів Верхньої Австрії Штайр з 1983 по 1991 рік. На зміну йому прийшов M51.

## Передумови
У 1970-х роках BMW вирішила розробити двигун, який був би потужним і мав хорошу економію палива. Це було спричинено нафтовою кризою 1973 року. У 1975 році група інженерів BMW почала працювати над дизельним двигуном M21, за основу був взятий бензиновий двигун M20. Завод двигунів Steyr із самого початку планувався як єдиний виробник нового дизельного двигуна. Він розпочався як спільне підприємство з Steyr-Daimler Puch у 1978 році, але в лютому 1982 року кермо управління перебрав BMW. Перші двигуни, побудовані там (на початку 1982 року), були шестициліндровими бензиновими агрегатами. Починаючи з 1983 року, Ford планував придбати 190 000 турбодизелів BMW протягом декількох років. З падінням американського дизельного ринку на початку 1980-х років компанія Ford створила лише невелику кількість оснащених таким чином автомобілів Lincoln і лише протягом двох модельних років.

## Технічний опис
Як і M20, M21 має водяне охолодження, має чавунний блок і клапанний механізм SOHC. Розподільний вал приводиться в рух пасом, кожен циліндр має один впускний і один випускний клапани. У порівнянні з M20, M21 має посилені шатуни, головки циліндрів, поршні, клапани і посилений колінчастий вал із сімома підшипниками.
Для швидшого запуску двигуна M21 має систему свічок розжарювання під назвою "миттєвий старт", яка скорочує час досягнення початкової температури порівняно з аналогічними дизельними двигунами. Паливо впорскується у вихрові камери.
Використовується турбокомпресор Garrett (без інтеркулера). Спочатку M21 був доступний тільки як двигун з турбонаддувом. У 1985 році BMW представила безнаддувну версію M21, яка була популярна в країнах з високим податком на транспортні засоби.
Спочатку паливна помпа керувалася механічно. З 1987 року використовувалася паливна помпа з електронним керуванням, який збільшив вихідний крутний момент на 10 Н⋅м (7 фунт⋅фут). Оновлений двигун має менший турбокомпресор, що покращує відгук.

## Моделі
| Двигун | Нагнітач    | Потужність                       | Крутний момент                          | Червона зона | Рік      |
| ------ | ----------- | -------------------------------- | --------------------------------------- | ------------ | -------- |
| M21D24 | Турбодизель | 115 к.с. (85 кВт) при 4800 об/хв | 210 Н·м (155 фунтів·фут) при 2400 об/хв | 5350 об/хв   | 1983 рік |
| M21D24 | Турбодизель | 115 к.с. (85 кВт) при 4800 об/хв | 220 Н·м (162 фунт·фут) при 2400 об/хв   | 5350 об/хв   | 1987 рік |
| M21D24 | Атмосферний | 86 к.с. (63 кВт) при 4600 об/хв  | 152 Н·м (112 фунт·фут) при 2500 об/хв   | 5150 об/хв   | 1985 рік |

Застосування:
- 1983 - 1988 E28 524td
- 1985 - 1988 E28 524d (без наддуву)
- 1985 - 1993 E30 324d (без наддуву)
- 1985 - 1993 E30 324td
- 1988 - 1991 E34 524td
- 1984 - 1985 Continental Mark VII [8]
- 1984 - 1985 Lincoln Continental [8]
- 1986 - 1987 Vixen 21 TD і Vixen 21 XC [9]
- 1989 - 1991 Bertone Freeclimber
- 1992 UMM Alter II (створено чотири екземпляри)

## Дивись також
- Список двигунів BMW